# Somogyi Miklós (politikus)
Somogyi Miklós (Abony, 1896. szeptember 14. – Budapest, 1980. december 28.) magyar ács, szakszervezeti vezető, kommunista politikus, 1945 és 1953 között, valamint 1958-tól 1967-ig nemzetgyűlési, illetve országgyűlési képviselő, 1945-ben az Ideiglenes Nemzeti Kormány közellátásügyi államtitkára, 1957 és 1966 között az MSZMP Politikai Bizottságának tagja.

## Élete
Hatgyermekes család legidősebb gyermekeként született. Apja Somogyi Miklós gazdasági cseléd, kubikos, gátőr, majd 7 kataszteri holdas kisbirtokos, anyja Pintér Teréz, öccse Somogyi Imre író, kertész, politikus volt. Öt elemi osztályt végzett, pásztorként és kisbéresként dolgozott, majd 1913-ban ács segédlevelet szerzett, 1913-tól 1914-ig pedig Németországban és Belgiumban tett hosszabb tanulmányutat. Az első világháborúban 1914 és 1918 között az olasz fronton harcolt, majd a padovai fegyverszünet napján, 1918. november 3-án hadifogságba került, és 1919 decemberében térhetett haza.
1920-tól 1932-ig Abonyban, majd 1945-ig Budapest környéki községekben, Őrszentmiklóson, Sashalmon, Rákosszentmihályon és Mátyásföldön, kisiparosok mellett dolgozott ácsként. 1923-ban a Magyarországi Szociáldemokrata Párt és a Magyar Építőmunkások Országos Szövetsége (MÉMOSZ) tagja, 1928-ban a MÉMOSZ KV tagja lett, 1930 és 1941 között az Ács Szakosztály vezetője, 1933-tól 1938-ig, illetve 1939 és 1941 között a MÉMOSZ országos alelnöke, majd 1941-től 1950-ig elnöke volt. 1933-ban és 1935-ben egyik vezetője volt a negyvennyolc órás munkahétért és a minimálbér rögzítéséért folytatott nagy építőmunkássztrájkoknak. Györffy István megbízásából szerény díjazásért Mezőkövesden és környékén folytatott gyűjtést, így kapcsolatba került a Györffy-kollégistákkal is.
1940-ben belépett az illegális Kommunisták Magyarországi Pártjába, a második világháború idején a KMP Katonai Bizottsága tagjaként részt vett a fegyveres nemzeti ellenállásban. Részt vett a Történelmi Emlékbizottság megalakításában is, és 1942. március 15-én egyik vezetője volt a budapesti Petőfi-szobornál szervezett háborúellenes tüntetésnek. A német megszállás után letartóztatták és a nagykanizsai internálótáborba hurcolták, mert működött együtt a Sztójay-kormány által kirendelt szakszervezeti biztossal, 1944 szeptemberében szabadult.
Szabadulása után eredménytelenül tárgyalt a budapesti munkásság felfegyverezésének feltételeiről ifj. Horthy Miklóssal, október 12-én Horthy Miklós kormányzóval és Bethlen Istvánnal is. A Görgey-zászlóalj akcióiba bekapcsolódva vett részt a fegyveres harcokban. Budapest ostroma alatt a bevonuló szovjet csapatok Zuglóban letartóztatták, majd a gödöllői fogolytáborból személyének tisztázása után Debrecenbe utazott. Innen a Magyar Kommunista Párt vezetői visszairányították a fővárosba, ahol pártközpont szakszervezeti osztályának munkatársa, majd az osztály feladatait átvevő héttagú szakszervezeti bizottság tagja lett.
1945 áprilisában az Ideiglenes Nemzetgyűlés tagjává választották, 1945 májusától az év szeptemberéig az Ideiglenes Nemzeti Kormány közellátásügyi államtitkára volt Faragho Gábor, majd Rónai Sándor miniszter mellett. 1945 és 1947 között nemzetgyűlési, majd 1953-ig országgyűlési képviselő volt. 1948-ban egyik vezetője volt a MÉMOSZ átalakításának, majd 1950-ben Rákosi Mátyás utasítására leváltották a tisztségéből és felelőssé tették a szakszervezet tevékenységében fellelhető hibákért. 1950 márciusától 1956 októberéig a Magyar Kerámia Nemzeti Vállalat, illetve az Épületkerámiai Vállalat igazgatója, majd az 1956-os forradalom idején fegyvert fogott a kőbányai MDP-székház védelmében. 1956. november 9-én elmondott rádióbeszédében a Kádár-kormány támogatására szólította fel a munkásokat. 1956 októberétől az év decemberéig a Magyar Szabad Szakszervezetek Országos Szövetségének alelnöke, majd 1958 márciusáig elnöke, 1956 novemberétől 1980-ban bekövetkezett haláláig a Magyar Szocialista Munkáspárt Központi Bizottságának tagja volt.
1957 februárjától az év júniusáig az MSZMP Ideiglenes Intéző Bizottsága, majd 1966-ig az MSZMP PB tagja, 1957-től 1958-ig Magyar Partizán Szövetség elnöke, majd haláláig választmányának és országos bizottságának tagja volt. 1957-től 1959-ig az MSZMP Központi Ellenőrző Bizottságának (KEB) elnöke is volt. 1958 és 1967 között ismét országgyűlési képviselő volt. 1958-tól 1965-ig a Szakszervezetek Országos Tanácsa (SZOT) elnökeként, majd 1967 és 1975 között a SZOT Számvizsgáló Bizottságának elnökeként is dolgozott.
1980-ban hunyt el Budapesten, a Fiumei úti sírkert Munkásmozgalmi Panteonjában nyugszik.